# Hành chính Việt Nam thời An Dương Vương
Hành chính Việt Nam thời An Dương Vương phản ánh bộ máy chính quyền từ trung ương tới địa phương của Việt Nam thời An Dương Vương trong lịch sử Việt Nam.

## Chính quyền trung ương
An Dương Vương lấy quốc hiệu là Âu Lạc. Đây là nhà nước đầu tiên được xây dựng với 2 thành phần chủng tộc Âu Việt và Lạc Việt, lãnh thổ từ phía nam Quảng Tây tới Hoành Sơn thuộc Trung Bộ Việt Nam hiện nay. Biên giới phía tây thì khó xác định rõ ràng, khoảng miền thượng lưu sông Đà, sông Mã, sông Chu, sông Lam hiện nay.
Kinh đô Âu Lạc ở Tây Vu (sau là Phong Khê), tức là Cổ Loa (Đông Anh, Hà Nội hiện nay). Sử sách không ghi chép về cách thức tổ chức bộ máy chính quyền trung ương thời An Dương Vương, không rõ tổ chức ra sao.

## Chính quyền địa phương
Các bộ sử cổ Việt Nam đều không ghi chép về các địa danh hành chính của nước Âu Lạc dưới thời An Dương Vương. Sử gia Đào Duy Anh căn cứ theo những ghi chép của thời Triệu và thời thuộc Hán sau này về việc các chính quyền người Hán vẫn duy trì chế độ Lạc tướng của người Lạc Việt tự cai quản trong bộ lạc, xác định rằng việc nhà Hán chia các huyện của vùng đất Âu Lạc cổ là dựa trên cơ sở lãnh địa của các bộ lạc người Việt cũ.

Bản đồ phỏng ước lãnh thổ nước Âu Lạc của An Dương Vương Thục Phán vào khoảng thế kỷ 3 TCN

Căn cứ theo các huyện thời thuộc Hán thì các bộ lạc thời An Dương Vương gồm có:
1. Bộ lạc Liên Lâu: tương đương phần lớn tỉnh Bắc Ninh.
2. Bộ lạc An Định: tương đương miền Hải Dương và Hưng Yên, ở giữa sông Thái Bình và sông Hồng.
3. Bộ lạc Câu Lậu: tương đương tỉnh Nam Định và Ninh Bình, không kể vùng đông nam Nam Định và phía nam Ninh Bình lúc đó vẫn là biển chưa được bồi đắp
4. Bộ lạc Mê Linh: gồm tây bắc tỉnh Vĩnh Phúc, tây bắc tỉnh Hà Tây cũ và tỉnh Yên Bái
5. Bộ lạc Khúc Dương: tương đương huyện Kinh Môn tỉnh Hải Dương, huyện Đông Triều và Quảng Yên tỉnh Quảng Ninh trải lên phía bắc tới vùng Khâm châu thuộc Quảng Đông, Trung Quốc.
6. Bộ lạc Bắc Đái: tương đương huyện Yên Dũng tỉnh Bắc Giang và huyện Chí Linh tỉnh Hải Dương.
7. Bộ lạc Kê Từ: tương đương huyện Lạng Giang và huyện Lục Ngạn tỉnh Bắc Giang.
8. Bộ lạc Tây Vu: là vùng căn bản của An Dương Vương, nguyên bản chỉ là thượng lưu sông Lô, sông Gâm và sông Chảy, tức miền Hà Giang, Tuyên Quang và Cao Bằng hiện nay. Sau khi giành ngôi của Hùng Vương, An Dương Vương phát triển đất căn bản về phía nam tới giáp sông Thao và sông Đuống là khu vực căn bản cũ của Hùng Vương, nghĩa là thêm khu vực tương đương tỉnh Vĩnh Phúc, Phú Thọ, Yên Bái, phía bắc Hà Tây cũ và Hòa Bình.
9. Bộ lạc Long Uyên: Địa bàn tương đương gồm trung tâm Hà Nội và các huyện Hoài Đức, Thường Tín (Hà Nội), Khoái Châu (Hưng Yên), huyện Thuận Thành, huyện Quế Võ và Yên Phong tỉnh Bắc Ninh trở lên phía bắc, bao gồm cả Bắc Kạn, Thái Nguyên, Lạng Sơn, Cao Bằng và một phần phía tây nam tỉnh Quảng Tây, Trung Quốc.
10. Bộ lạc Chu Diên: tương đương phía nam tỉnh Hà Tây cũ, huyện Lương Sơn tỉnh Hòa Bình và tỉnh Hà Nam.
11. Bộ lạc Vô Công: tương đương vùng Nho Quan, Yên Khánh tỉnh Ninh Bình
12. Bộ lạc Vô Biên: tương đương huyện Vĩnh Lộc, Thạch Thành tỉnh Thanh Hóa
13. Bộ lạc Tư Phố: địa bàn tương đương huyện Thiệu Hóa, Thọ Xuân, Tĩnh Gia tỉnh Thanh Hóa và bắc Diễn Châu tỉnh Nghệ An
14. Bộ lạc Cư Phong: tương đương phía tây nam tỉnh Thanh Hóa
15. Bộ lạc Dư Phát: tương đương huyện Nga Sơn và Hậu Lộc tỉnh Thanh Hóa
16. Bộ lạc Đô Lung: tương đương vùng thượng lưu sông Mã
17. Bộ lạc Hàm Hoan: tương đương Nghệ An và Hà Tĩnh.